# الحركة الكنعانية
كانت الكنعانية حركة ثقافية وأيديولوجية تأسست عام 1939 ووصلت ذروتها في الأربعينيات بين يهود فلسطين الانتدابية. لقد كان لها تأثير كبير على مسار الفن الإسرائيلي والأدب والفكر الروحي والسياسي. يدعى أتباع هذه الحركة بالكنعانيين (بالعبرية: כנענים‏). كان الاسم الأصلي للحركة هو مجلس ائتلاف الشباب العبري הוועד לגיבוש הנוער העברי أو الاسم المختصر، العبرانيين الشباب. كان مصطلح الكنعانية في الأصل مصطلحًا تحقيريًّا. لقد نشأ عن الصهيونية التصحيحية، ووفقًا لرون كوزار فإن «جذوره المبكرة تعود إلى الحركات اليمينية المتطرفة في أوروبا، ولا سيما الفاشية الإيطالية». كان معظم أعضائها جزءًا من الإرجون أو شتيرن.
لم يكن لدى أصحاب الحركة الكنعانية أبدًا أكثر من عشرين عضوًا مسجلًا، ولكن نظرًا لأن معظم هؤلاء كانوا من المثقفين والفنانين المؤثرين، فقد كان للحركة تأثير يتجاوز حجمها بكثير. يعتقد أصحابها أن معظم الشرق الأوسط كان حضارة ناطقة بالعبرية في العصور القديمة. يقول كوزار أيضًا إنهم يأملون في إحياء هذه الحضارة، وإنشاء أمة «عبرية» منفصلة عن الماضي اليهودي، والتي من شأنها أن تحتضن السكان العرب في الشرق الأوسط أيضًا. لقد اعتبروا كلًا من «يهود العالم والإسلام العالمي» على أنهما متخلفان ومن القرون الوسطى. يكتب رون كوزار أن الحركة «أظهرت مزيجًا مثيرًا للاهتمام من العسكرة وسياسة القوة تجاه العرب، كمجتمع منظم من ناحية، وقبولًا ترحيبيًا بهم كأفراد ليتم تخليصهم من ظلام القرون الوسطى من ناحية أخرى».

## الكنعانيون واليهودية
تأسست الحركة عام 1939. في عام 1943، نشر الشاعر اليهودي الفلسطيني يوناتان راتوش رسالة إلى الشباب العبري، وهي أول بيان للكنعانيين. في هذا الكتاب، دعا راتوش الشباب العبري لعدم الانتماء إلى اليهودية، وأعلن أنه لا يوجد رابط حقيقي يوحد الشباب العبريين المقيمين في فلسطين واليهودية. جادل راتوش بأن اليهودية لم تكن أمة بل ديانة، وعلى هذا النحو كانت عالمية، دون مطالبات إقليمية؛ أي يمكن أن يكون المرء يهوديًا في أي مكان. كما أكد أن على الشباب فك الارتباط باليهودية وتشكيل أمة عبرية بهويتها الفريدة من أجل قيام أمة حقيقية في فلسطين. (ارتبط مصطلح «عبري» بالتطلع الصهيوني إلى تأسيس «شخصية يهودية جديدة» قوية وواثقة من نفسها منذ أواخر القرن التاسع عشر). إن مسقط رأس هذه الأمة والإحداثيات الجغرافية لها هو الهلال الخصيب. 

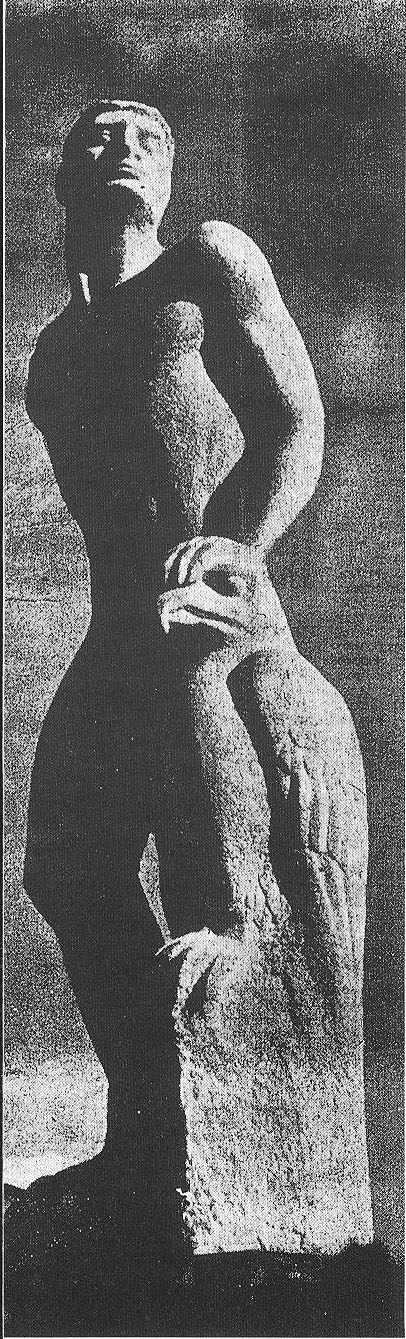
"رجل في وادي عربة" (1952)، يحيئيل الشيمي

إن مجلس ائتلاف الشبيبة العبرية يدعوكم بصفتكم عبريًا بصفتكم موطنًا حقيقيًا للوطن العبري: لا كرؤية ولا رغبة. وليس كحل للمسألة اليهودية، ولا كحل للأسئلة الكونية، وليس كحل للعصاب المتنوع لأولئك الذين يعانون من الشتات. بل كشخص تُعتبر اللغة العبرية بالنسبة له لغة في الواقع والعملية، لغة أم، لغة ثقافة وروح؛ اللغة الوحيدة للعاطفة والفكر. كشخص تم تحديد شخصيته وعقله في الواقع العبري، وأن منظره الداخلي هو منظر الأمة وماضي الأمة وحدها. بصفته شخصًا، على الرغم من جهود الآباء والمعلمين ورجال الدولة والزعماء الدينيين الذين لا جذور لهم، لا يمكن جعلهم يحبون الشتيتل وتاريخ الشتات والانتماء إليهم، والمذابح والطرد والشهداء، والتي تجردها الطبيعي من الجميع. لا يمكن محو أنبياء الصهيونية وآباء الأدب اليهودي باللغة العبرية وعقلية الشتات ومشكلة الشتات. في حين أن هذه كلها مُنحت لك بالقوة، كقطعة قماش مستعارة باهتة وممزقة ومشدودة للغاية.
 وبسبب اغترابهم عن اليهودية، ابتعد الكنعانيون أيضًا عن الصهيونية. وجادلوا بأن دولة إسرائيل يجب أن تكون دولة عبرية وليست حلًا للمسألة اليهودية. بعد الهبة الأولى، نشأ جيل في فلسطين يتحدث العبرية كلغة أصلية ولم يتماهى دائمًا مع اليهودية. جادل الكنعانيون بأن تصنيف الشعب الإسرائيلي كـ«شعب يهودي» أمر مضلِّل، فإذا كان من الممكن أن تكون يهوديًا في أي مكان، فإن دولة إسرائيل كانت مجرد حكاية في تاريخ اليهودية. يجب أن تكون الأمة متجذرة في إقليم ولغة - وهي أشياء لا تستطيع اليهودية، بطبيعتها، توفيرها.

## الكنعانيون والتاريخ
روجت الحركة لفكرة أن أرض إسرائيل كانت أرض كنعان القديمة (أو وفقًا للآخرين فقد كانت كل الهلال الخصيب) التي عاشت فيها الشعوب والثقافات القديمة، وأن المناسبة التاريخية لعودة شعب إسرائيلي وظهوره شكلت إحياءً حقيقيًا لهؤلاء العبرانيين القدماء أنفسهم وحضارتهم، وبالتالي رفضًا لليهودية الدينية لصالح الهوية العبرية الأصلية والمتأصلة.
لأن الكنعانيين سعوا لتأسيس شعب جديد في إسرائيل، فقد طالبوا بفصل الإسرائيليين عن اليهودية وتاريخ اليهودية. لقد وضعوا، بدلًا من ذلك، ثقافة وتاريخ الشرق الأدنى القديم الذي اعتبروه المرجع التاريخي الحقيقي. لقد جادلوا بأن سكان أرض إسرائيل في أيام الملوك التوراتيين لم يكونوا يهودًا بل عبرانيين، وأنهم شاركوا في سياق ثقافي مع شعوب أخرى في المنطقة. نقلًا عن النقد الكتابي المعاصر، جادل الكنعانيون بأن التناخ عكس هذا التاريخ القديم، جزئيًا فقط، حيث تم تجميعه في فترة الهيكل الثاني من قبل الكتبة اليهود الذين أعادوا كتابة تاريخ المنطقة ليناسب نظرتهم للعالم.
تم تخصيص الكثير من الجهد الكنعاني للبحث في تاريخ الشرق الأوسط وشعوبه. استشهد الكنعانيون باستحسان أعمال امبرتو كاسوتو، الذي ترجم الشعر الأوغاريتي إلى العبرية. (كانت أوغاريت مدينة قديمة تقع في شمال سوريا حاليًا، حيث تم اكتشاف العديد من النصوص القديمة المهمة، المكتوبة باللغة الأوغاريتية، في أوائل القرن العشرين.) يحمل النص الأوغاريتي تشابهًا غريبًا مع لغة التناخ.[بحاجة لمصدر] جادل الكنعانيون بأن هذه النصوص أثبتت أن سكان أرض إسرائيل كانوا أقرب اجتماعيًا وثقافيًا إلى شعوب أخرى في المنطقة أكثر مما كانوا عليه من اليهودية.

## الكنعانيون والأدب
سعى يوناتان راتوش في كتابه الأدب اليهودي باللغة العبرية (بالعبرية: Sifrut Yehudit ba-lashon ha-Ivrit) إلى التمييز بين الأدب العبري والأدب اليهودي المكتوب باللغة العبرية. ادعى راتوش أن الأدب اليهودي يمكن أن يكون قد كتب بأي عدد من اللغات. لم تختلف الأفكار وأسلوب الكتابة التي تميز الأدب اليهودي بالعبرية اختلافًا جوهريًا عن تلك الموجودة في الأدب اليهودي بلغات أخرى. اعتقد راتوش ورفاقه الكنعانيون (خاصة أهارون أمير) أن الأدب العبري يجب أن يكون متجذرًا في أصوله التاريخية في أرض إسرائيل واللغة العبرية. كمثال، لاحظوا الأدب الأمريكي، الذي في اعتبروه قد تم إنشاؤه حديثًا للشعب الأمريكي الجديد.
غالبًا ما تكون الآية الكنعانية غامضة لأولئك الذين ليسوا على دراية بالأساطير الأوغاريتية والكنعانية القديمة. كانت إحدى التقنيات الرئيسية التي استخدمها الكنعانيون لإنتاج الأدب العبري هي تبني كلمات وعبارات (خاصة اللفظ الفريد، التي اعتبره الكنعانيون آثارًا للغة العبرية الأصلية غير المحررة) من التناخ، واستخدامها في شعرية تقترب من الكتاب المقدس والآية الأوغاريتية، خاصة في استخدامهم للتراكيب المتكررة والتوازي. لم يستبعد الكنعانيون استخدام الكلمات العبرية الجديدة، لكن العديد منهم تجنب المشنايك العبرية. ومع ذلك، فإن هذه الخصائص لا تمثل سوى جوهر الحركة الكنعانية، وليس اتساعها الكامل.
جادل الباحث الأدبي الراحل باروخ كورزويل بأن الكنعانيين لم يكونوا فريدين من نوعهم، لكنهم استمرار مباشر (وإن كان جذريًا) لأدب ميشا جوزيف بيرديتشفسكي وشاؤول تشرنيخوفسكي.

## الكنعانيون واللغة
سعى راتوش وشقيقه عوزي أورنان أيضًا إلى كتابة كتابة العبرية بالحروف اللاتينية من أجل فصل اللغة عن الأبجدية العبرية القديمة. لقد كتبَا مقالات في الصحافة العبرية في الستينيات والسبعينيات من القرن الماضي، وانتقدَا الأبجدية العبرية بسبب عيوبها الرسومية وعلاقتها باليهودية، واقترحوا كتابة اللغة بالحروف اللاتينية بشكل رسمي من أجل زيادة تحرير الإسرائيليين العبرانيين العلمانيين من قبضة الدين ودمجهم في منطقة بلاد الشام الكبرى. قوبلت مقترحاتهم بشأن الكتابة بالحروف اللاتينية بإدانة من شخصيات عامة مختلفة رأت أن الكتابة بالحروف اللاتينية كانت وسيلة للاستيعاب والتمشرق.
قارن أيتورك لاحقًا الاقتراح الكنعاني للكتابة بالحروف اللاتينية بالإصلاح الأكثر نجاحًا للأبجدية التركية والذي قام به مصطفى كمال أتاتورك في تركيا؛ إصلاح التهجئة التركية، التي كُتبت سابقًا بالأبجدية التركية العثمانية القائمة على الأبجدية العربية لأكثر من 1000 عام حتى سقوط الدولة العثمانية، حيث كان مدفوعًا بالمثل بمحاولات أتاتورك لعلمنة المجتمع التركي ما بعد العثماني وتحديثه.

## أنشطة
نشر الائتلاف مجلة، ألِف (بالعبرية: Aleph)، التي استمرت من 1948 إلى 1953، والتي ضمت أعمال العديد من الشخصيات البارزة في الحركة بما في ذلك راتوش، وأديا حورون، وعوزي أورنان، وآموس كنعان، وبنيامين تموز. قام بتحرير المجلة أهارون أمير، وقد تم توزيعها بشكل متقطع طوال فترة وجودها. سُميّت المجلة على اسم علم الشباب العبرانيين المرسوم عليه حرف أليف، والذي صممه راتوش الذي جعله مشابهًا لرأس ثور، كما هو الحال في الأبجدية الفينيقية أو العبرية القديمة.
كان تاريخ الائتلاف والحركة مليئا بالجدال والمعارضة. في عام 1951، تم توزيع منشورات من قبل الكنعانيين الذين حددوا أنفسهم ضد الصهيونية خلال المؤتمر الصهيوني العالمي في أورشليم في ذلك العام. في وقت لاحق من ذلك العام، تم تنظيم الإئتلاف رسميًا في مؤتمر للأيديولوجيين، لكن تم تأخير تصريح التسجيل رسميًا، كمنظمة غير حكومية، عمدًا من قبل وزارة الداخلية؛ أوضح ممثل الوزارة أن الموافقة تأخرت لأن «الجماعة لم تستكمل التحقيق المعياري لمنح الموافقات للجمعيات السياسية». زعمت المجموعة انضمام ما يصل إلى 500 فرد لعضويتها في أوجّ نشاطها، مع أن المعلقين الخارجيين قدروا عضويتها بحوالي 100 عضو فقط.
بعد إلقاء القبض على آموس كنعان في يونيو 1952 للاشتباه بإلقائه قنبلة على عتبة منزل ديفيد تسفي بينكاس، صارت افتتاحيات الصحف تهاجم الحركة الكنعانية وأعضائها. ادعى الائتلاف أنه لا علاقة له بكنعان أو تصرفاته، ورفع كل من أمير وراتوش دعوى تشهير ضد إشعياء برنشتاين من هاتزوفي وعزريئيل كارليباخ من معاريف نيابة عن الائتلاف، لكن الدعوى رُفضت لأسباب فنية.
في الستينيات، شارك أعضاء الحركة في نقاشات جماعية تسمى «نوادي الفكر العبري» وأصدروا كتيبًا بمناقشاتهم تحت عنوان «المخلب الأول». ومن بين المشاركين في المناقشات كان أفراد من الكنعانيين مثل رستم بستوني، عربي إسرائيلي كان عضوًا في الكنيست الثانية عن مابام، ويهوشوا بالمون.

## النطاق والتأثير

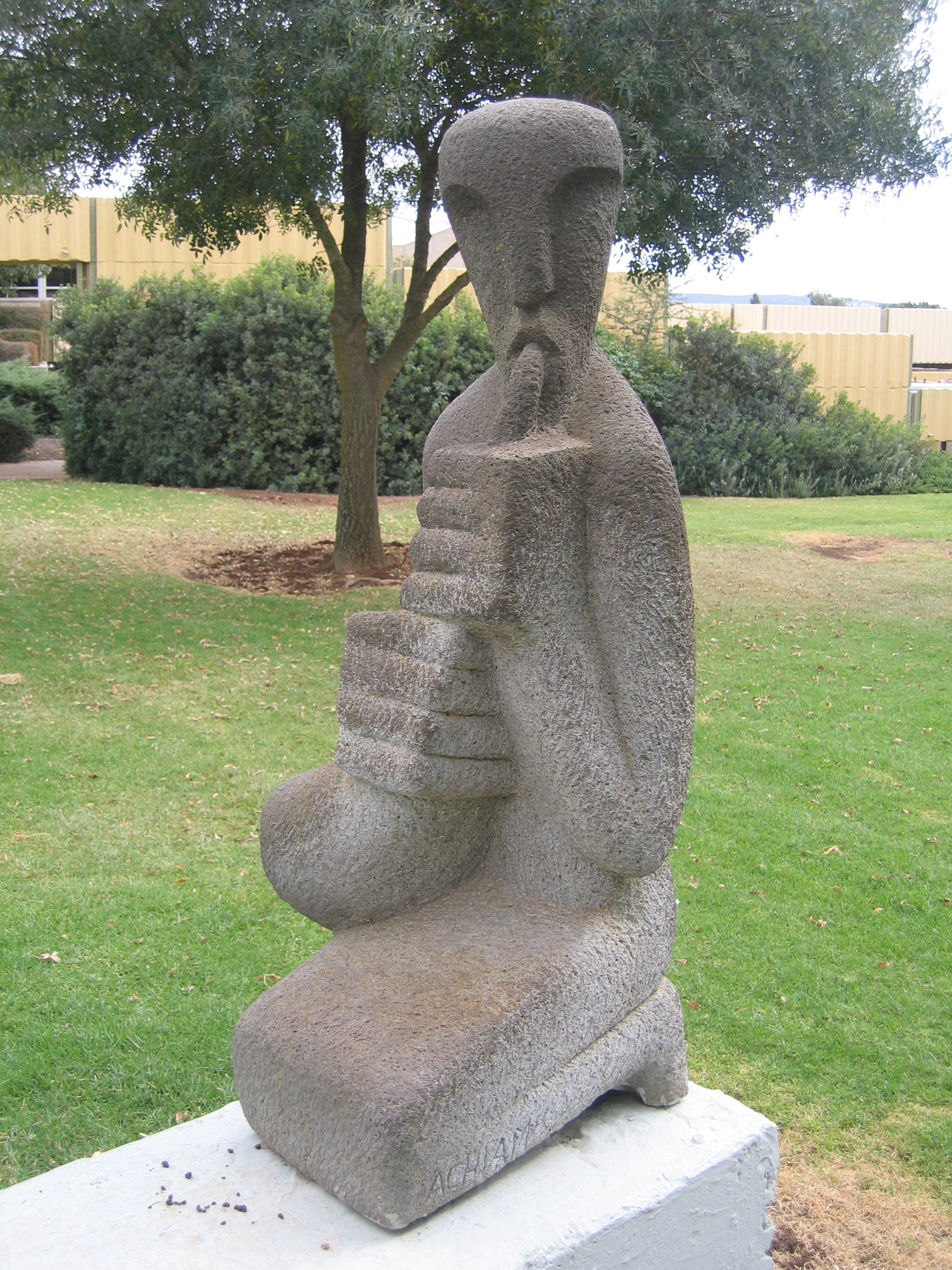
"هورن بلاير" (1964) لأكيام

كان التأثير السياسي للكنعانيين محدودًا، لكن تأثيرهم على الحياة الأدبية والفكرية في إسرائيل كان كبيرًا. كان من بين الكنعانيين المُعلن الشاعر يوناتان راتوش ومفكرون مثل إديا حورون. لقد جُمِعَت مجموعة من المقالات التي نشرها حورون في مجلة «كيشيت» عام 1965، بعد وفاته في كتاب ونشرت عام 2000. شكلت هذه المقالات بيانات سياسية وثقافية سعت إلى خلق علاقة مباشرة بين الثقافة السامية من الألفية الثانية قبل الميلاد والثقافة الإسرائيلية المعاصرة، بالاعتماد على التطورات في مجالات علم الآثار والبحث عن اللغات السامية في علم اللغة.
ومن الفنانين الذين انتموا للحركة النحات يتسحاق دانزيجر (الذي صار عمله نمرود رمزًا بصريًا للفكرة الكنعانية)، والروائي بنيامين تموز، والكاتب آموس كنعان، والروائي والمترجم أهارون أمير، والمفكر واللغوي عوزي أورنان وغيرهم.
أشاد الصحفي أوري أفنيري من مجلة «سام» بحورون في عام 1942 لكنه لم يوافق على أرثوذكسية راتوش. في عام 1947، سخر من الكنعانيين ووصفهم بأنهم رومانسيون، عفا عليهم الزمن، ومنفصلون عن الواقع. ومع ذلك، لا يزال تأثير الكنعانية واضحًا في بعض أفكاره السياسية، مثل اقتراحه عام 1947 لاتحاد سامي شامل للدول الشرق أوسطية. غيّر أفنيري، إلى جانب العديد من الكنعانيين السابقين (ولا سيما كنعان وبوعز إيفرون) المواقف بشكل جذري في وقت لاحق، وأصبحوا من المدافعين عن دولة فلسطينية. يُتهم اليساريون والعلمانيون الإسرائيليون أحيانًا بالكنعانية أو التأثير الكنعاني من قبل خصومهم.
إن فكرة إنشاء شعب جديد في فلسطين يختلف عن الحياة اليهودية في الشتات التي سبقتها لم تتجسد مطلقًا في المفهوم الكنعاني النقي، ولكن مع ذلك كان لها تأثير دائم على الفهم الذاتي للعديد من مجالات الحياة العامة الإسرائيلية.

## النقد
واجهت الحركة الكنعانية، منذ نشأتها بوقت قصير، انتقادات شديدة. في عام 1945، نشر ناتان الترمان قصيدة «مشاجرة الصيف» (التي تم تضمينها لاحقًا في مجموعة مدينة الحمامة، التي نُشرت عام 1958)، عارض بها المبادئ الأساسية للحركة الكنعانية. زعم الترمان وآخرون أن لا يمكن لأحد أن يمحي سنوات عديدة في الشتات ببساطة. كما جادل الترمان بأنه لا ينبغي لأحد إجبار المستوطنة اليهودية على تبني هوية. سيتم تحديد الهوية من خلال تجربتها في الوقت المناسب.
رد راتوش بمقال في عام 1950 ادعى فيه أن الترمان كان يتهرب من أسئلة مهمة حول الهوية الإسرائيلية، وجادل أيضًا بأن العودة إلى التقاليد العبرية القديمة ليست مجدية فحسب بل ضرورية.

لم يكن الترمان الشخص الوحيد الذي تحدث ضد أصحاب الحركة الكنعانية أو النزعة الكنعانية. كان باروخ كورزويل، الذي نشر كتاب الجذور والجوهر لحركة الشباب العبرانيين في عام 1953، من بين النقاد المهمين للحركة حيث حلّل الأفكار الكنعانية وانتقدها بشدة. جادل كورزويل بأن الطموح الكنعاني لتحفيز الإثنوغرافيا المتنوعة للمنطقة في اتجاه واحد لم يكن سهلًا كما اعتقده الكنعانيون. يعتقد كورزويل أن الكنعانيين استبدلوا الشعارات بالأساطير، مما أدى إلى وهم ديني:
نظرًا لأنها نفسها تتجاهل الاستمرارية التاريخية لشعبها، ولأنها تُدخل مفاهيم غامضة في رؤيتها السياسية في إعلاناتها عن «أرض عبرية على نهر الفرات»، ولاعتمادها على حجج غير عقلانية بشكل متزايد، فإن الحركة قد تجد نفسها من العالم إلى الأسطورة.

الشباب العبرانيون ليسوا أول من انطلقوا في مهمة التجديد الأسطوري. مساهمتهم الأصلية لا معنى لها إلى حد ما. ولأكثر من مائة عام، اشتاق العالم للعودة إلى حضن الأسطورة. لقد تسبب الهروب إلى أساطير مختلفة في حدوث كوارث للبشرية حتى الآن. من الأفضل، بروح حسنة النية، الافتراض أن الفصل الكامل للتجديد الأسطوري في الفكر الأوروبي غير واضح بالنسبة لهم. في الوقت الحالي، سنكتفي بهذا الاقتباس من هويزنجا: «تظهر البربرية عندما، تتصاعد أبخرة السحر والرائع مرة أخرى... في ثقافة قديمة من مشروب العواطف الغليظة لتغيم الفهم: عندما تحل الأساطير الشعارات».
 في نفس المقال، يجادل كورزويل بأنه إذا لم يتم العثور على بديل قابل للتطبيق، فقد تصبح الحركة الكنعانية الأيديولوجية السياسية الرائدة في إسرائيل.

## روابط خارجية
- رون كوزار، «مقدمتان موجزتان للكنعانية العبرية»، من العبرية والصهيونية: دراسة ثقافية تحليلية للخطاب (Mounton De Gruyter، 2001)، الصفحات 12-14 و197-202. تم الاسترجاع 22/11/2013.
- أوري أفنيري، نزل بنيامين: تحية للفنان والكاتب والمحرر بنيامين تموز، الكنعاني، بمناسبة نشر طبعة جديدة من كتاباته بالعبرية، هآرتس، 27 ديسمبر 2007. تم الاسترجاع 22/11/2013.
- بواس إيفرون، «الكنعانية: حلول ومشكلات»، من جريدة أورشليم الفصلية، العدد 44، خريف 1987، ISSN 0334-4800، وتم نشره أيضًا في شكل منقح في الفصل 11 من كتاب المؤلف: الدولة اليهودية أم الأمة الإسرائيلية؟ (مطبعة جامعة إنديانا، 1995) ترجمة من العبرية لـHaheshbon Haleumi (1988). تم الاسترجاع 22/11/2013.